# Vökarn
Vökarn är en sjö i Vilhelmina kommun i Lappland och ingår i Ångermanälvens huvudavrinningsområde. Sjön har en area på 1,97 kvadratkilometer och ligger 688 meter över havet. Vökarn ligger i Marsfjället Natura 2000-område. Sjön avvattnas av vattendraget Vökarbäcken.

## Delavrinningsområde
Vökarn ingår i det delavrinningsområde (723790-147092) som SMHI kallar för Utloppet av Vökarn. Medelhöjden är 770 meter över havet och ytan är 12,46 kvadratkilometer. Räknas de 2 avrinningsområdena uppströms in blir den ackumulerade arean 28,83 kvadratkilometer. Vökarbäcken som avvattnar avrinningsområdet har biflödesordning 2, vilket innebär att vattnet flödar genom totalt 2 vattendrag innan det når havet efter 401 kilometer. Avrinningsområdet består mestadels av skog (55 procent) och kalfjäll (29 procent). Avrinningsområdet har 1,97 kvadratkilometer vattenytor vilket ger det en sjöprocent på 15,8 procent.